# Rafina-Pikermi
Rafina-Pikermi (Grieks: Ραφήνα-Πικέρμι) is sedert 2011 een fusiegemeente (dimos) in de Griekse bestuurlijke regio (periferia) Attica.
De twee deelgemeenten (dimotiki enotita) van de fusiegemeente zijn:
- Pikermi (Πικέρμι)
- Rafina (Ραφήνα)